# La Fille inconnue
La Fille inconnue (bra: A Garota Desconhecida) é um filme independente de drama de mistério franco-belga de 2016 dirigido pelos irmãos Luc Dardenne e Jean-Pierre Dardenne e estrelado por Adèle Haenel, Jérémie Renier e Louka Minnella.
La Fille inconnue foi selecionado para concorrer à Palma de Ouro no Festival de Cinema de Cannes 2016.  O filme foi lançado na Bélgica em 5 de outubro de 2016 pela Cinéart e na França em 12 de outubro de 2016 pela Diaphana.

## Enredo
Jenny Davin (Haenel), uma jovem e trabalhadora médica belga, está encerrando seus dias em uma pequena clínica gratuita em Liège, depois de aceitar um novo emprego em uma clínica maior. Ela está exausta após um longo dia atendendo pacientes e lidando com seu petulante interno Julien (Bonnaud). Quando a campainha toca depois do expediente, Jenny instrui Julien a ignorá-la. No dia seguinte, Jenny fica arrasada ao saber que a pessoa que tocou a campainha na noite anterior, uma jovem africana, foi encontrada morta perto do rio, com o crânio fraturado. Imagens de vigilância mostram a jovem fugindo de alguém e batendo na porta da clínica em desespero. Cheia de culpa, Jenny está determinada a descobrir quem era a garota desconhecida.[carece de fontes?]

## Elenco
- Adèle Haenel como Jenny Davin, jovem médica
- Olivier Bonnaud como Julien, estudante da faculdade de medicina
- Jérémie Renier como o pai de Bryan
- Louka Minnella como Bryan
- Christelle Cornil como a mãe de Bryan
- Nadège Ouedraogo como caixa no cybercafé
- Olivier Gourmet como filho de Lambert
- Pierre Sumkay como Monsieur Lambert
- Yves Larec como Doutor Habran, proprietário aposentado da clínica
- Ben Hamidou como Inspetor Ben Mahmoud
- Laurent Caron como Inspetor Bercaro
- Fabrizio Rongione como Doutor Riga
- Myriem Akheddiou como assistente do Doutor Riga
- Jean-Michel Balthazar como paciente diabético
- Thomas Doret como Lucas
- Marc Zinga como Pimp

## Produção
Em abril de 2015, Adèle Haenel se juntou ao elenco do filme, com os irmãos Dardenne, Luc e Jean-Pierre, dirigindo a partir de um roteiro de sua autoria. La Fille inconnue é produzido pela companhia belga dos diretores Les Films du Fleuve em colaboração com a companhia francesa Archipel 35. As filmagens começaram em outubro de 2015 e terminaram em 22 de dezembro.

## Lançamento

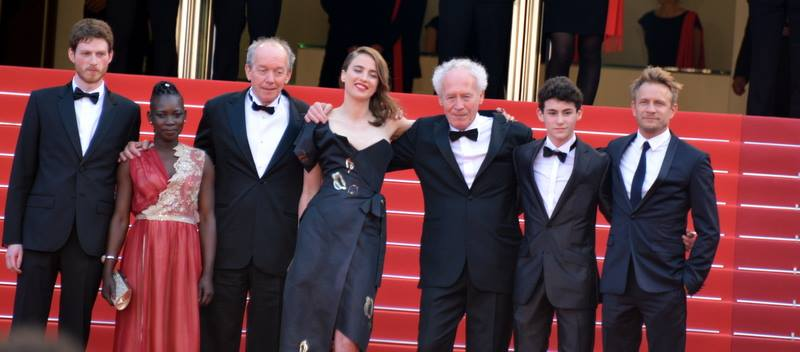
A equipe do filme no Festival de Cannes 2016

O filme teve sua estreia mundial no Festival de Cinema de Cannes de 2016 em 18 de maio de 2016. Sundance Selects já havia adquirido os direitos de distribuição do filme nos Estados Unidos. A resposta mista da crítica ao filme levou os irmãos Dardenne a fazer extensas edições após Cannes, encurtando o filme em sete minutos do que a versão original estreada no festival. Luc Dardenne afirmou que "Existem vários críticos que também são amigos que gostaram muito, mas acharam que havia certos pontos do filme que não funcionaram muito bem. Acredito que foi isso que nos preocupou. Estávamos prontos para fazer alterações." A nova versão foi exibida oficialmente em junho no Institut Lumière em Lyon, França. O filme foi exibido no Festival Internacional de Cinema de Toronto, e no Festival de Cinema de Nova Iorque em 12 de outubro de 2016. O filme foi lançado na Bélgica em 5 de outubro de 2016 e na França em 12 de outubro de 2016.
No Reino Unido, a transmissão da BBC Four foi em 30 de março de 2019.

## Recepção
No Rotten Tomatoes, o filme tem 70% de aprovação com base em 80 resenhas, com uma pontuação média de 6.2/10. O consenso crítico do site diz: "La Fille inconnue não está exatamente à altura dos padrões do melhor trabalho dos irmãos Dardenne, mas permanece um esforço bem realizado que paga comoventes - embora limitados - dividendos."  No Metacritic, o filme recebeu uma pontuação de 65 de 100 com base em 21 críticas de críticos convencionais, indicando "críticas geralmente favoráveis".